# (1236) Thaïs
(1236) Thaïs ist ein Asteroid des Hauptgürtels, der am 6. November 1931 vom russischen Astronomen Grigori Neuimin in Simejis entdeckt wurde.
Der Asteroid wurde nach der griechischen Hetäre Thaïs benannt, der Geliebten Alexanders des Großen.